# Jehan II Limosin
Jehan II Limosin, ou Jean Limosin, est un peintre émailleur français des XVIe – XVIIe siècles, né le 23 février 1587 à Limoges, mort en 1646.

## Biographie
Selon certaines sources, il serait le petit-fils de Léonard I Limosin et le second fils de François Limosin (vers 1550-après 1606) et de Catherine Goudin dont il est héritier universel avec son frère Léonard. Il est le frère de Léonard II Limosin, marchand, et des émailleurs Joseph (vers 1595-vers 1636) et Léonard le jeune (vers 1590-1666),. Selon d'autres sources, né vers 1561 et mort après 1646, il serait le fils de Jean I Limosin et aurait un frère cadet nommé Léonard.
Il est vraisemblable que Jehan II travaille dans l'atelier de son père  entre 1600 et 1615 avant de travailler dans son propre atelier après 1615.
On connait de Jehan II le portrait qu'il a fait de Bardon de Brun, fondateur à Limoges de confréries de Pénitents, le tableau qu'il exécute en 1597. À citer encore une girouette émaillée, exécutée pour l'église de Salignac. Elle est signée sur une face: Jehan Limosin, Esmailleur du Roy, 1619; sur l'autre face elle porte les lettres I.L. séparées par une fleur de lys.

Son style paraît inspiré par les œuvres de Jean et de Suzanne de Court. Son dessin a beaucoup de vigueur, les visages de ses portraits ont le profil aigu avec lequel tant de figures sont représentées à la fin du XVIe siècle. Il pratique l'émail en grisaille, relevant les figures de ses tableaux par de fines hachures en bistre rouge. Sacrifiant au goût du jour, il a recours aux rehauts d'or, aux paillons étincelants. Il peint surtout des scènes de chasse sur des fonds verts rehaussés d'or. Il exécute également quelques pièces de vaisselle émaillée, auxquelles manquent la grâce et le goût que savent donner à leurs œuvres d'autres artistes limosins.

## Œuvres signées

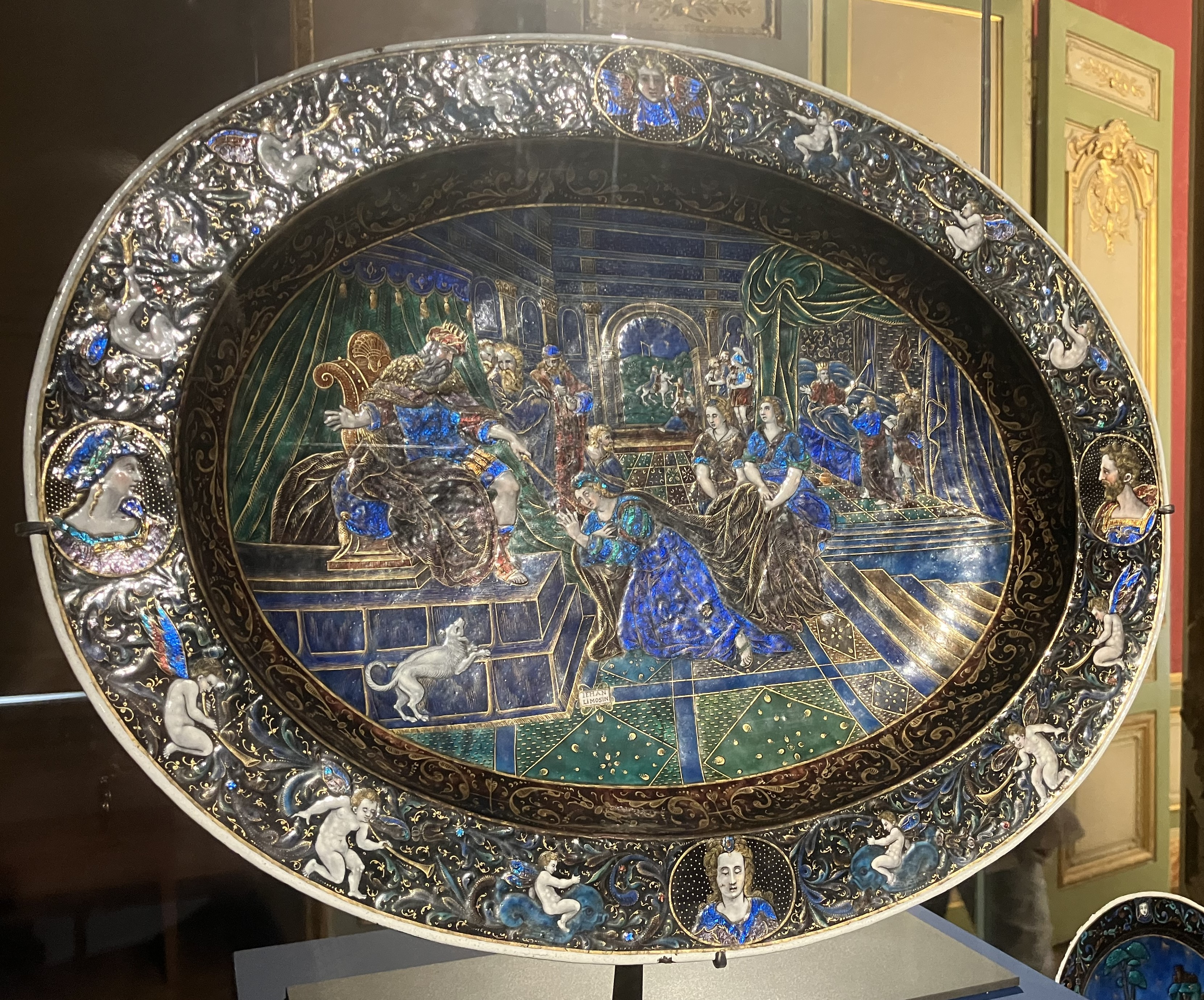
Esther aux pieds d'Assuérus, musée du Louvre, Paris.

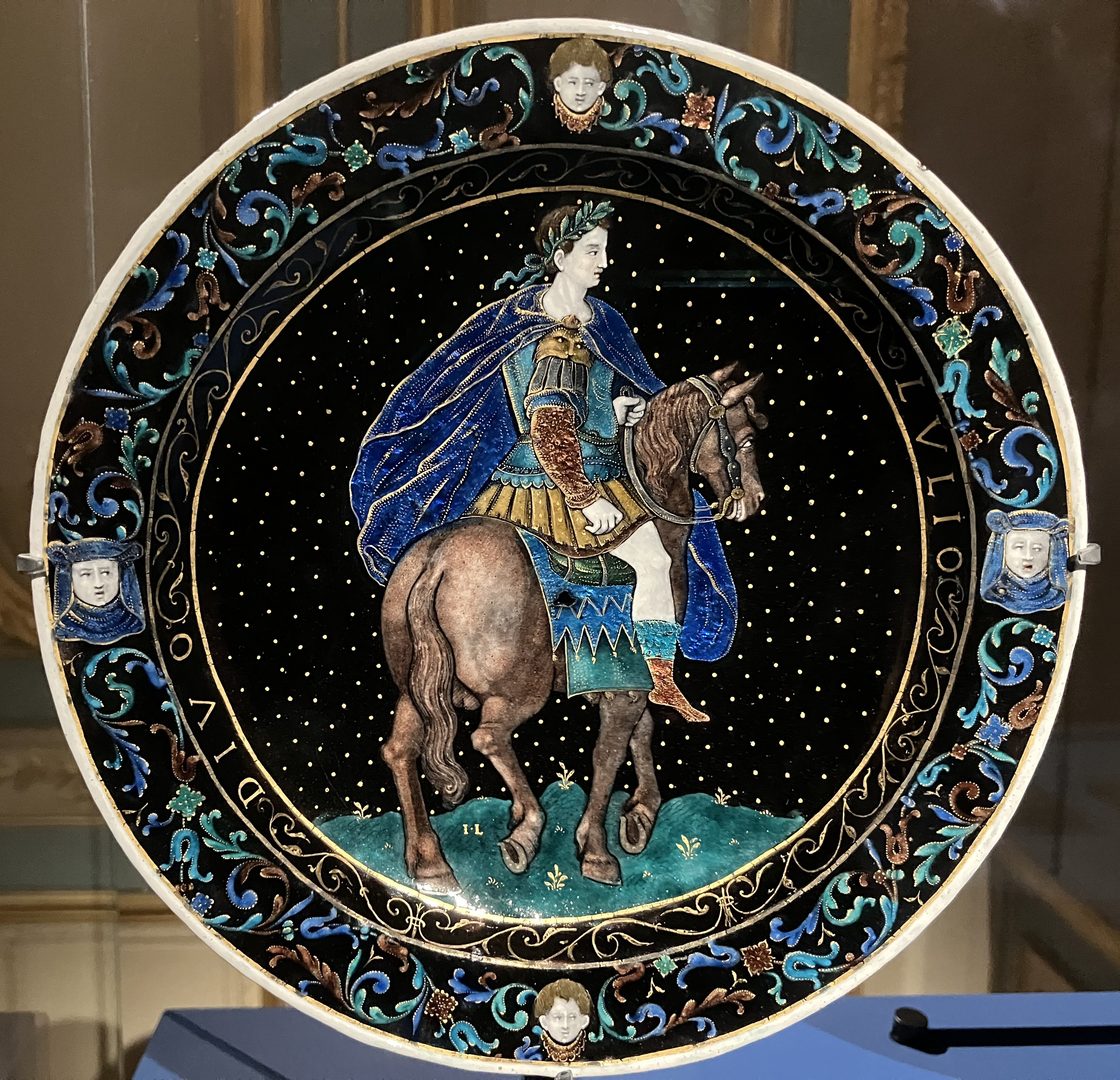
Jules César, Nationalmuseum, Stockholm.

Parmi ses œuvres classées, on mentionne:
- Plat ovale fin du XVIe siècle.
- Ester aux pieds d'Assuérus, musée du Louvre
- Assiettes de la série des Empereurs romains à cheval (vers 1600-1630, émail peint sur cuivre, paillons d'argent, rehauts d'or et d'argent, signées I.L. en or, diam. 20 cm)[3] :
  - L'empereur Vitellius à cheval, ,  musée du Louvre.
  - L'empereur Jules César à cheval, Nationalmuseum, Stockholm.
  - L'empereur Titus à cheval, Nationalmuseum, Stockholm.
  - L'empereur Vespasien à cheval, collection particulière.
- Coffre orné d'une farandole de danseurs, 1620, Victoria and Albert Museum
- Plaque octogone, fin du XVIe siècle.
- Plaque rectangulaire repoussée, fin du XVIe siècle.
- Croix, fin du XVIe siècle.
- Plat ovale, fin du XVIe siècle.
- Plat ovale, fin du XVIe siècle. (différent du précédent).
- Salière pentagone en piédouche, garnie en cuivre doré au début XVIIe siècle.
- Écuelle, ovale garnie d'argent.
- Plaque circulaire repoussée, début XVIIe siècle.
- Julie, femme de Pompée.
- Plaque rectangulaire, début XVIIe siècle.
- L'Amour divin vainqueur de l'Amour profane[5].

## Exposition
- Jean Limosin (vers 1580-1646), émailleur du roi, du 19 avril au 18 septembre 2023, musée du Louvre[6].